# Abidos (Pyrénées-Atlantiques)
Abidos település Franciaországban, Pyrénées-Atlantiques megyében. Lakosainak száma 215 fő (2022. január 1.). Abidos Lagor, Lacq, Mont, Os-Marsillon és Lacq községekkel határos.

## Népesség
A település népességének változása:
| Lakosok száma | 237  | 239  | 226  | 220  | 214  | 212  | 209  | 215  |
|               | 2015 | 2016 | 2017 | 2018 | 2019 | 2020 | 2021 | 2022 |